# Culicoides austeni
Culicoides austeni är en tvåvingeart som beskrevs av Carter, Ingram och John William Scott Macfie 1920. Culicoides austeni ingår i släktet Culicoides och familjen svidknott. Inga underarter finns listade i Catalogue of Life.